# Arthur Schwinkowski
Arthur Schwinkowski (n. 9 august 1908, Kiel, Reich-ul German – d. 3 ianuarie 1994, Konstanz, Baden-Württemberg, Germania) a fost un politician german, membru al Uniunii Creștin-Democrate.
El a fost din 1958 până în 1967 vicepreședinte II al Landtag-ului (parlamentului) landului german Schleswig-Holstein.

## Cariera
După ce absolvit un liceu cu profil real a urmat studii de limbi moderne și de teorie economică la Universitatea Christian-Albrecht din Kiel. În 1931 a finalizat studii de doctorat cu teza „Priester Wernhers Maria - Eine Stiluntersuchung”. În 1933 a trecut examenul de stat pentru predare în învățământul superior și a mers mai întâi ca lector universitar și profesor de schimb în orașul Rennes din Franța. Schwinkowski a lucrat apoi în industria textilă franceză din 1934 până în 1939. După izbucnirea celui de-al Doilea Război Mondial în 1939 s-a întors în Germania și a trecut în 1940 examenul pedagogic de stat. Apoi a fost trimis din nou în Franța ocupată ca director al Institutului Cultural German din Bordeaux din 1940 până în 1943 și apoi până în 1945 ca interpret pentru Wehrmacht. După ce a fost eliberat din prizonieratul de război a revenit în Germania în 1946 și și-a reluat activitatea didactică. Din 1954 până în 1960 a lucrat ca profesor superior la Seminarul de Stat din Kiel, iar din 1960 până în 1967 ca director de studii al Gimnaziului de Stat pentru băieți și fete din Kiel-Wellingdorf.
Arthur Schwinkowski a fost căsătorit de două ori și a avut patru copii.

## Politică
Schwinkowski a fost unul dintre fondatorii organizației CDU din Schleswig-Holstein și a fost, din 1957 până în 1967, președinte al organizației CDU din Kiel.

## Parlamentar
Schwinkowski a fost din 1950 până în 31 octombrie 1969, când a renunțat la mandat, membru al Landtagului (parlamentului) landului Schleswig-Holstein. A deținut funcția de vicepreședinte II din 10 octombrie 1958 până în 4 decembrie 1967, când a demisionat, și a fost, de asemenea, din 1951 până în 1954 și din 1963 până în 1967 reprezentant parlamentar al Ministerului Culturii.
Arthur Schwinkowski a fost ales în parlamentul de stat în 1954 ca reprezentant al circumscripției electorale Kiel-Nord și apoi ca reprezentant al circumscripției electorale Kiel-Mitte.
El a făcut parte din Adunarea Federală a Germaniei în 1954 și 1959.

## Alte activități
Schwinkowski a fost membru din 1965 până în 1970 în Consiliul de administrație al postului public de radio și televiziune Norddeutscher Rundfunk și a fost cofondator al Societății de prietenie germano-tunisiene.
A tradus din limba franceză un fragment din romanul Căpitanul Conan (laureat al Premiului Goncourt) al lui Roger Vercel, care a fost publicat în 1955 sub titlul „Le Déserteur” de editura Schöningh din Paderborn.